# Manuel Sabre Marroquín
Manuel Sabre Marroquín (* 15. Mai 1914 in San Luis Potosí; † 28. Februar 1990) war ein mexikanischer Pianist und Komponist.
Manuel Sabre Marroquín wurde seit seiner Kindheit von seinem Vater in Musik unterrichtet. Er reiste als Pianist mit den Orchestern von Emilio Cantú, Dorita Ceprano, Emilio Cabrera und schließlich von Paco Miller, wo er mit María Victoria zusammenarbeitete. Er war vorwiegend auf dem Gebiet der mexikanischen Volksmusik aktiv und komponierte zahlreiche Boleros, vorwiegend nach Texten von Ernesto Cortázar (La Número Cien, Qué te Cuesta, La Torcida), José Mojica (Fuiste Tu) und Flavio Franyutty (Compréndeme, Desesperación, Frente al Mar).